# Kimo Leopoldo
Kimo Leopoldo, né le 4 janvier 1968 à Munich en Allemagne, est un pratiquant américain d'arts martiaux mixtes (MMA). Il a participé aux débuts des MMA et est devenu célèbre après son combat contre Royce Gracie lors de l'UFC 3 en 1994. 

## Palmarès MMA
(septembre 2016).
| Date       | Résultat | Adversaire       | Méthode                         | Nom de l'évènement                     | Round      | Temps |
| ---------- | -------- | ---------------- | ------------------------------- | -------------------------------------- | ---------- | ----- |
| 10/6/2006  | Loss     | Wes Sims         | TKO                             | X-1                                    | Round, N/A |       |
| 9/30/2006  | Loss     | Dave Legeno      | Submission                      | CR 18 - Battleground                   | 1, 4:15    |       |
| 7/17/2005  | Loss     | Ikuhisa Minowa   | Submission (Achilles Lock)      | PRIDE Bushido 8                        | 1, 3:11    |       |
| 5/7/2005   | Win      | Marcus Royster   | Submission (Forearm Choke)      | ROTR 7-Rumble On The Rock 7            | 1, 4:18    |       |
| 6/19/2004  | Loss     | Ken Shamrock     | TKO (Knee)                      | UFC 48-Payback                         | 1, 1:26    |       |
| 6/6/2003   | Win      | David L. Abbott  | Submission (Arm Triangle Choke) | UFC 43-Meltdown                        | 1, 1:59    |       |
| 7/5/2002   | Win      | Tim Lajcik       | TKO (Broken Toe)                | WFA 2-Level 2                          | 1, 1:55    |       |
| 3/13/1998  | Loss     | Tsuyoshi Kohsaka | Decision                        | UFC 16-Battle in the Bayou             | 1, 15:00   |       |
| 10/11/1997 | Draw     | Dan Severn       | Draw                            | PRIDE 1                                | 1, 30:00   |       |
| 4/16/1997  | Win      | Brian Johnston   | Submission (Forearm Choke)      | UE-Ultimate Explosion                  | 1, 1:43    |       |
| 12/7/1996  | Win      | Paul Varelans    | TKO (Strikes)                   | UFC UU 96-Ultimate Ultimate 1996       | 1, 9:08    |       |
| 11/17/1996 | Win      | Bam Bam Bigelow  | Submission (Rear Naked Choke)   | U-Japan                                | 1, 2:15    |       |
| 7/14/1996  | Win      | Kazushi Sakuraba | Submission (Arm Triangle Choke) | Shoot Boxing-S-Cup 1996                | 1, 4:20    |       |
| 2/16/1996  | Loss     | Ken Shamrock     | Submission (Kneebar)            | UFC 8-David vs. Goliath                | 1, 4:24    |       |
| 9/8/1995   | Win      | Fred Floyd       | Submission (Rear Naked Choke)   | UFCF -United Full Contact Federation 1 | 1, 0:47    |       |
| 12/10/1994 | Win      | Patrick Smith    | Submission (Punches)            | K-1 Legends '94                        | 1, 3:00    |       |
| 9/9/1994   | Loss     | Royce Gracie     | Submission (Armlock)            | UFC 3-The American Dream               | 1, 4:40    |       |